# Ehelicher Beischlaf
Als ehelicher Beischlaf wird der Vaginalverkehr zwischen Ehegatten bezeichnet. In einigen Kulturen gilt das vollzogene Beilager als Voraussetzung für die Wirksamkeit einer Eheschließung.

## Rechtsprechung des Europäischen Gerichtshofs für Menschenrechte
Eine Kammer des Europäischen Gerichtshof für Menschenrechte (EGMR) entschied mit Urteil vom 23. Januar 2025 (AZ: Beschw.-Nr. 13805/21), dass Geschlechtsverkehr nicht zu den ehelichen Pflichten gehört, die man mit der Schließung der Ehe eingeht. Eine derartige Pflicht laufe nach Art. 8 der Europäischen Menschenrechtskonvention (EMRK) „der sexuellen Freiheit, dem Recht auf körperliche Selbstbestimmung und der positiven Präventionspflicht der Vertragsstaaten im Rahmen der Bekämpfung von häuslicher und sexueller Gewalt zuwider“. Auch in der Ehe müssten beide Ehepartner frei entscheiden können, wann und unter welchen Umständen sie sich auf sexuelle Beziehungen einlassen. Das Urteil kann innerhalb von drei Monaten nach Art. 43 EMRK angefochten werden.

## Situation in Deutschland
Im Jahre 1966 sah der Bundesgerichtshof den engagierten ehelichen Beischlaf unter Berücksichtigung des damals für die Ehescheidung geltenden Schuldprinzips als Ehepflicht an:
„Die Frau genügt ihren ehelichen Pflichten nicht schon damit, dass sie die Beiwohnung teilnahmslos geschehen lässt. Wenn es ihr infolge ihrer Veranlagung oder aus anderen Gründen (...) versagt bleibt, im ehelichen Verkehr Befriedigung zu finden, so fordert die Ehe von ihr doch eine Gewährung in ehelicher Zuneigung und Opferbereitschaft und verbietet es, Gleichgültigkeit oder Widerwillen zur Schau zu tragen. Denn erfahrungsgemäß vermag sich der Partner, der im ehelichen Verkehr seine natürliche und legitime Befriedigung sucht, auf die Dauer kaum jemals mit der bloßen Triebstillung zu begnügen, ohne davon berührt zu werden, was der andere dabei empfindet. (...) Deshalb muss der Partner, dem es nicht gelingt, Befriedigung im Verkehr zu finden, aber auch nicht, die Gewährung des Beischlafs als ein Opfer zu bejahen, das er den legitimen Wünschen des anderen um der Erhaltung der seelischen Gemeinschaft willen bringt, jedenfalls darauf verzichten, seine persönlichen Gefühle in verletzender Form auszusprechen.“
Dort ging es aber nicht um eine einklagbare Pflicht, sondern nur um die Frage, ob die Frau der Scheidung widersprechen durfte. Da das Schuldprinzip 1977 zu Gunsten des Zerrüttungsprinzips aufgegeben und Scheidungen erheblich erleichtert wurden, ist das Engagement beim Beischlaf bei einer Scheidung nicht mehr zu erörtern.
Das Bürgerliche Gesetzbuch legt in § 1353 BGB fest (Fassung seit Einführung der gleichgeschlechtliche Ehe am 1. Oktober 2017):
„Die Ehe wird von zwei Personen verschiedenen oder gleichen Geschlechts auf Lebenszeit geschlossen. Die Ehegatten sind einander zur ehelichen Lebensgemeinschaft verpflichtet; sie tragen füreinander Verantwortung. Ein Ehegatte ist nicht verpflichtet, dem Verlangen des anderen Ehegatten nach Herstellung der Gemeinschaft Folge zu leisten, wenn sich das Verlangen als Missbrauch seines Rechts darstellt oder wenn die Ehe gescheitert ist.“
Als körperliche Gemeinschaft dient die Ehe auch zur Befriedigung des Geschlechtstriebs unter wechselseitiger Rücksichtnahme auf Gesundheit und psychische Disposition. Eine aus der Geschlechtsgemeinschaft resultierende Verpflichtung zum Beischlaf bleibt umstritten, da ein Urteil auf „Herstellung des ehelichen Lebens“ nach § 120 Abs. 3 FamFG nicht vollstreckbar wäre. Das Amtsgericht Brühl beschnitt jedoch in einem Fall aus dem Jahre 2000 wegen Verweigerung des ehelichen Beischlafs gemäß § 1579 Nr. 7 BGB den Unterhalt. Die eheliche Treue, also die „Ausschließlichkeit der Geschlechtsgemeinschaft der Ehegatten“ wird als Ehepflicht angesehen (vgl. Ehebruch). Das Zeugen von Kindern wird nicht mehr als der eigentliche Ehezweck und somit auch nicht mehr als Verpflichtung angesehen. Aber auch Abreden über die Empfängnisverhütung entfalten in der Ehe keine Rechtsbindungswirkung. Das Erzwingen des ehelichen Beischlafs ist seit 1997 als Vergewaltigung nach § 177 StGB strafbar (vorher war es als einfache Nötigung strafbar).

## Situation in Frankreich
In Frankreich, wo das Schuldprinzip bei der Scheidung noch eine Rolle spielt, wurde einer Frau wegen Verweigerung ihrer ehelichen Pflichten die Schuld für die Scheidung zugesprochen. Sie habe „in schwerer und wiederholter Weise ihre ehelichen Pflichten in einer Art und Weise verletzt, die ein weiteres Zusammenleben (für ihren Gatten) unannehmbar gemacht“ habe.

Sie hat dagegen vor dem Europäischen Gerichtshof für Menschenrechte geklagt und dort 2025 Recht bekommen (vgl. oben).

## Situation in Afghanistan
Präsident Hamid Karsai unterzeichnete ohne parlamentarische Debatte am 2. April 2009 ein Gesetz zur Regelung des Familienlebens unter den Schiiten in Afghanistan, das laut Meldungen in der europäischen Presse in Artikel 132 „Ehefrauen dazu verpflichtet, sich mindestens einmal in vier Tagen den sexuellen Forderungen ihres Mannes zu unterwerfen“. Das Gesetz wurde auch in Afghanistan scharf kritisiert.

## Die Bedeutung des ehelichen Beischlafes in der katholischen Kirche
„Zur Leistung der ehelichen Pflicht (Beischlaf) ist man an sich unter schwerer Sünde gehalten, wenn der andere Teil ernstlich darum bittet ...“, so die Lehre der römisch-katholischen Kirche, aus dem Lateinischen übersetzt von Heribert Jone in 1936.

Das Konzil von Trient legte mit dem Dekret Tametsi fest, dass mit dem Versprechen der lebenslangen Treue und dem Vollzug des Beischlafs Mann und Frau sich das Sakrament der Ehe spenden.

Die Eheschließung vor Priester und Trauzeugen wird im Kirchenbuch dokumentiert; ist ein Priester nicht erreichbar, ist es später für die Dokumentation zu melden. Eine Wiederholung (Wiederheirat) ist grundsätzlich ausgeschlossen. Für die Gültigkeit dieser Ehe ist nach dem Eherecht der katholischen Kirche die Fähigkeit zum Vollzug des ehelichen Beischlafs eine Voraussetzung. Andernfalls liegt auch hierdurch ein Ehehindernis vor. Nach der Rechtsprechung der Rota Romana wird die Ehe dann gültig vollzogen, wenn mit der Kopulation ein Samenerguss verbunden ist. Eine totale Penetration des männlichen Gliedes in die Scheide der Frau ist nicht zwingend gefordert. Es reicht, dass der Mann wenigstens „auf irgendeine Weise, wenn auch unvollkommen“ in die Scheide eindringt und unmittelbar in ihr einen wenigstens teilweisen Erguss auf natürliche Weise erbringt.